# Vale of Leven Football Club
Pour les articles homonymes, voir Leven (homonyme).
Maillots
Dernière mise à jour : 19 août 2010.
Le Vale of Leven FC est un ancien club écossais de football basé à Alexandria, West Dunbartonshire. Le club fait partie des dix fondateurs de la Scottish Football League et du premier championnat d'Écosse en 1890. Ils participèrent aussi à l'Inter County League. Le club a ensuite disparu mais une équipe junior demeure.
Le club rencontre de grosses difficultés financières et à la suite de la crise de 1929 se voit radié de la SFA.
Le nom du club perdurera grâce à une équipe junior fondée en 1931 le Vale of Leven Old Church Old Boys Association ("Vale OCOBA") qui reprendra le nom.

## Palmarès
- Coupe d'Écosse
  - Vainqueur (3) : 1877, 1878, 1879.
  - Finaliste (4) : 1883, 1884, 1885, 1890.
- Glasgow Merchants Charity Cup
  - Vainqueur (1) : 1882
  - Finaliste (4) : 1878, 1879, 1886, 1887
- Scottish Qualifying Cup
  - Vainqueur (1) : 1908
  - Vainqueur (sous le nom de Vale Ocoba) (1) : 1936

## Anciens joueurs
- John McPherson